# British Rail Class 171
British Rail Class 171 "Turbostar" - typ spalinowych zespołów trakcyjnych, należących do rodziny pociągów "Turbostar". Producentem są zakłady grupy Bombardier Transportation w Derby. Dotychczas zakład opuściło 16 składów. Wszystkie są obecnie eksploatowane przez firmę Southern, która obsługuje nimi m.in. trasy z Ashford do Brighton, a także z Londynu i z Oxted do Uckfield.